# 余達之

余達之，OBE，JP（1894年—1969年5月15日），香港已故商人，曾任市政局議員，有「糖薑大王」之稱，亦是九龍塘又一村的主要開發者。又一村內最長的道路達之路以他名字命名，正是紀念他對香港工業的貢獻。
余達之原籍廣東惠陽，在香港出生，皇仁書院畢業，1928年自馬來亞返港，出任江利洋行董事長。

余達之從南洋引入當地有名的糖薑，成為他致富的關鍵，1937年他接辦濟隆糖薑公司，成為董事長兼總經理。
余達之於1969年5月15日逝世，享壽75歲，5月17日在九龍殯儀館出殯，各界人士到場致祭者千餘人。港九18個社團於6月8日下午3時在九龍舉辦追悼會，由中華廠商聯合會會長莊重文主持。

## 紀念文集
死後2020年7月孫女余皓媛與好友替亡祖父出版紀念文集《余達之路》。